# Slumber Party (film)
Slumber Party è un film pornografico statunitense del 1984 diretto da Hal Freeman con protagonisti Ginger Lynn ed Eric Edwards.

## Riprese
Il film fu girato a Van Nuys, Los Angeles, California, con alcune scene girate alla Birmingham High School.

## Premi
- 1986: AVN Award for Best Shot-on-Video Sex Scene[1] (Ginger Lynn & Eric Edwards)